# Pelvicachromis
Pelvicachromis es un género de peces de la familia Cichlidae y de la orden de los Perciformes. Es endémico del África Occidental.

## Especies
Actualmente hay once especies reconocidas en este género:
- Pelvicachromis drachenfelsi Lamboj, Bartel & dell’Ampio, 2014 [2]
- Pelvicachromis humilis Boulenger, 1916
- Pelvicachromis kribensis Boulenger, 1911 [2]
- Pelvicachromis pulcher Boulenger, 1901 (Rainbow Kribensis)
- Pelvicachromis roloffi Thys van den Audenaerde, 1968
- Pelvicachromis rubrolabiatus Lamboj, 2004
- Pelvicachromis sacrimontis Paulo, 1977
- Pelvicachromis signatus Lamboj, 2004
- Pelvicachromis silviae Lamboj, 2013 [3]
- Pelvicachromis subocellatus Günther, 1872
- Pelvicachromis taeniatus Boulenger, 1901